# Punafuut
De puna-fuut (Podiceps taczanowskii) is een vogelsoort uit de familie van de futen en is vernoemd naar de Poolse dierkundige Wladyslaw Taczanowski. Het is een ernstig bedreigde, endemische vogelsoort in westelijk centraal Peru in het Junínmeer.

## Kenmerken
Deze fuut is 35 cm lang met een relatief lange nek en lange puntige snavel. De achterkant van de nek en de hele bovenzijde is zwartachtig. De keel is wit, verder is de nek en de onderkant bijna wit met een "gewolkt" lichtgrijs patroon in de veren. De snavel is meestal grijs. De zilverfuut die ook in het gebied voorkomt is kleiner, met een kortere nek en heeft een korte zwarte snavel.

## Verspreiding en leefgebied
De soort is endemisch in het Junínmeer (Peru). Het meer ligt in de Andes op 4080 m boven zeeniveau. Het is een relatief ondiep meer met uitgestrekte rietkragen. De futen foerageren op kleine vis in open water in de buurt van de oevers.

## Status
De puna-fuut heeft een zeer klein verspreidingsgebied en daardoor is de kans op uitsterven aanwezig. De vogel was nog talrijk in de jaren 1930 en in 1961 werden er meer dan duizend geteld. Dit aantal daalde in de jaren 1980 tot circa 250 en in 1993 werden er maar 50 gezien. De grootte van de populatie werd in 2019 door BirdLife International geschat binnen de categorie 140 tot 320 volwassen individuen en de populatie-aantallen nemen af. Het water in het meer wordt vervuild door mijnbouwactiviteiten en verder varieert het waterpeil door de aanleg van een stuwdam en een waterkrachtcentrale. Om deze redenen staat deze soort als ernstig bedreigd (kritiek) op de Rode Lijst van de IUCN.